# Skalna arhitektura
Skalna arhitektura je ustvarjanje struktur, zgradb in skulptur z izkopom iz trdne kamnine tam, kjer se seveda pojavlja. Skalno arhitekturo je zasnoval in izdelal človek od začetka do konca. V Indiji in na Kitajskem se za to obliko umetne arhitekture pogosto uporabljata izraza 'jama' in 'kaverna'. Vendar se jame in kaverne, ki so se začele v naravni obliki, ne štejejo za 'skalno arhitekturo', tudi če so močno spremenjene. Čeprav se skalne konstrukcije v marsičem razlikujejo od tradicionalno zgrajenih struktur, je veliko narejenih tako, da posnemajo fasado ali notranjost tradicionalnih arhitekturnih oblik. Notranjost so običajno izrezali tako, da so začeli na strehi načrtovanega prostora in nato delovali navzdol. Ta tehnika preprečuje, da bi kamni padli na delavce spodaj. Tri glavne uporabe skalne arhitekture so bili templji (jamski templji v Indiji), grobnice (kot tiste v Petri, Jordanija) in jamska stanovanja (kot tista v Kapadokiji, Turčija).
Nekatera skalna arhitektura, večinoma grobnice, je izkopana v celoti v komorah pod površjem kamnine. Če je izkopana v pečino ali strmo pobočje, ima lahko impresivno pročelje, kakršne najdemo v likijskih grobnicah, v Petri, Adžanti in drugje. Najbolj naporna in impresivna v skalo vrezana arhitektura je izkopavanje visokih stoječih monolitnih struktur, ki so v celoti pod nivojem okoliške kamnine, v veliki izkopani luknji okoli konstrukcije. Elora v Indiji in Lalibela v Etiopiji (zgradila jo je rodbina Zagve) sta najbolj spektakularni in znana primera takšnih struktur.
Skalna arhitektura, čeprav zelo težko izvedljiva s starodavnimi orodji in metodami, je bila verjetno kombinirana kot kamnolomom za uporabo drugje; ogromne količine odstranjenega kamna so običajno izginile z najdišča. Za sklano arhitekturo pravijo naj bi se rezala, sekala, itd. iz žive skale . Drug izraz, včasih povezan s skalno arhitekturo, je monolitna arhitektura, ki se bolj nanaša na prosto stoječe strukture iz enega samega kosa materiala. Monolitna arhitektura je pogosto kamnita arhitektura (npr. Kailasanathar tempelj v Elori), vendar so monolitne strukture lahko odlite tudi iz umetnega materiala, npr. betona.
Kip Gomahhvara (Bahubali), največji monolitni kip na svetu, v kraju Šravanabelagoli, v indijski državi Karnataka, je bil zgrajen leta 983 in je bil izklesan iz enega samega velikega bloka granita . Na mnogih delih sveta so tudi skalni reliefi, reliefni kipi, obrazi vklesani v skale, zunaj jam ali na drugih mestih.

## Zgodovina
Starodavni spomeniki skalne arhitekture so razširjeni v več regijah sveta. Spremembe naravno oblikovanih votlin, čeprav se v strogem smislu razlikujejo od popolnoma vklesanih struktur, segajo v neolitsko obdobje na več sredozemskih otokih, npr. Malta (Hipogej Ħal-Saflieni), Sardinija (nekropola Anghelu Ruju, zgrajena med 3000 in 1500 pr. n. št.) in druge.
V Starem Egiptu so bile zgrajene obsežne kamnite strukture. Med temi spomeniki je Veliki tempelj Ramzesa II., znan kot Abu Simbel, ob Nilu v Nubiji, blizu meje s Sudanom, približno 300 kilometrov od Asuana v Egiptu. Izvira iz 19. dinastije (približno 1280 pr. n. št.) in je sestavljen iz spomeniško pomanjšane fasade, izklesane iz pečine in nabora notranjih komor, ki tvorijo njegovo svetišče.
V 8. stoletju so Frigijci začeli izdelovati nekatere najzgodnejše skalne spomenike, na primer Midasov spomenik (700 pred našim štetjem), posvečen slovitemu frigijskemu kralju Midasu v kraju Yazılıkaya, provinca Eskişehir .
V 5. stoletju pred našim štetjem so Likijci, ki so naselili južno Anatolijo (danes Turčija), zgradili na stotine v skalo vklesanih grobnic, podobnih tipov, vendar manjših. Odlične primere najdemo v bližini mesta Dalyan, mesta v provinci Muğla, ob strmih pečinah ob reki. Ker so te služile kot grobnice in ne kot verski kraji, je bila notranjost običajno majhna in nezahtevna. Tudi stari Etruščani osrednje Italije so pustili pomembno zapuščino skalne arhitekture, večinoma grobnic, kot tiste v bližini mest Tarkvinija in Vulci.
Ustvarjanje kamnitih grobnic v starodavnem Izraelu se je začelo v 8. stoletju pred našim štetjem in se nadaljevalo skozi bizantinsko obdobje. Absalomova grobnica je bila zgrajena v 1. stoletju našega štetja v dolini Kidron v Jeruzalemu.
Skalna arhitektura zaseda posebno pomembno mesto v zgodovini indijske arhitekture. Najzgodnejši primerki, Barabarske jame, izvirajo približno od 3. do 2. stoletja pred našim štetjem. Zgradili so jih budistični menihi in so bile sestavljene večinoma iz večnadstropnih enot, vklesanih v goro, z bivalnimi in spalnimi prostori, kuhinjami in samostanskimi prostori . Nekatere od teh samostanskih jam so imele svetišča z Budo, bodhisatvo in svetniki . S časom je notranjost postajala bolj izpopolnjena in sistematizirana; površine so bile pogosto okrašene s slikami, kakršne so bile jame Adžanta. V začetku 7. stoletja so se na Ellori začeli graditi hindujski sklani templji. Za razliko od večine prejšnjih primerov skalne arhitekture, ki je bila sestavljena iz fasade in notranjosti, so bili ti templji popolne tridimenzionalne zgradbe, ki so nastale z izrezom iz pobočja. Za dokončanje so potrebovali več generacij načrtovanja in usklajevanja. Drugi veliki primeri kamnite arhitekture v Indiji so Adžanta in Patalešvar.
Nabatejci v svojem mestu Petra, ki je zdaj v Jordaniji, so razširili zahodno-azijsko tradicijo in templje in grobnice vrezali v rumeno-oranžno skalo, ki oblikuje kanjone in grape. Te strukture, ki segajo od 1. stoletja pred našim štetjem do približno 2. stoletja n. št. so glede na svoje eksperimentalne oblike še posebej pomembne v zgodovini arhitekture. Tudi tu so bile zgradbe precej grobe, saj so strukture služile kot grobnice. V Petri je celo gledališče, kjer so sedeži izrezani iz skale.
Tehnološke veščine, povezane z izdelavo teh zapletenih struktur, so se na Kitajsko preselile po trgovskih poteh. Jame Longmen, Jame Mogao in jame Jungang sestavljajo stotine jam, veliko s kipi Bude v njih. Večina je bila zgrajena med letoma 460–255.
Obstajajo obsežne kamnite stavbe, vključno s hišami in cerkvami v Kapadokiji v Turčiji. Zgrajene so bile v več sto letih pred 5. stoletjem n. št.. Tu je bil poudarek bolj na notranjosti kot na zunanjosti.
Drugo obsežno mesto skalne arhitekture je v Lalibeli, mestu na severu Etiopije. Območje vsebuje številne pravoslavne cerkve v treh dimenzijah, kot pri Elori, ki so bile izklesane iz skale. Te strukture, ki segajo v 12. in 13. stoletje in so zadnji pomembni primeri te arhitekturne oblike, se uvrščajo med najznamenitejše primere skalne arhitekture na svetu, saj sta se tako notranjost kot zunanjost izjemna.

## Umetnost
Starodavne sklane grobnice, templji in samostani so pogosto okrašeni s freskami in reliefi. Visoka odpornost naravnih pečin, spretna uporaba ometa in stalna mikroklima so pogosto pomagali ohraniti to umetnost v boljšem stanju kot v običajnih stavbah. Takšni izjemni primeri so starodavne in zgodnjesrednjeveške freske na takih lokacijah, kot so Bamyanske jame v Afganistanu z najstarejšimi znanimi oljnimi slikami na svetu iz 8. stoletja našega štetja, jame Adžanta v Indiji z dobro ohranjenimi tempera slikami iz 2. stoletja pred našim štetjem, krščanske freske v cerkvah v Göreme v Turčiji in številni drugi spomeniki v Aziji, Evropi in Afriki.

## Kronologija
- Egipčanske skalne grobnice (1450 pred našim štetjem, Tebe, Egipt.
- Hetitska kamnita svetišča (1250 pr. n. št.)
- Frigijske skalne grobnice, kot je spomenik Midasu (700 pr. n. št.).
- Etruščanske kamnite grobnice, Etrurija, Italija (500 pr. n. št.).
- Grobnica Dareja I. (Naqsh-e Rostam (480 pr. n. št.)).
- Likijske kamnite grobnice (4. pr. n. št.).
- Barabarske jame, Indija (250 pr. n. št.).
- Jame Udajagiri in Khandagiri, Indija (2. pr. n. št.).
- Budistične jame, Zahodni Gati, Indija (100 pr. n. št.).
- Petra, Jordanija (100 n. št.).
- Budistične jame, severozahodna Indija (100 n. št.).
- Hiše, Tiermes, Španija (100 n. št.).
- Budistične jame, Dunhuang, Kitajska (400 n. št.).
- Budistične jame Adžanta, Indija (480 n. št.).
- Hindujski tempelj, Elefanta, Indija (600 n. št.).
- Hindujski tempelj, Južna Indija (650–750 n. št.).
- Hindujske, budistične in džainistične jame Elora, Indija (700–900 n. št.).
- Cerkve, Kapadokija, Turčija (900 n. št.).
- Cerkve, Lalibela, Etiopija (1000 n. št.).